# Tiewai
Tiewai, artiestennaam van Thierry Verjans (Genk, 30 mei 1988), is een Belgisch rapper. Hij wordt een van de grondleggers van de Limburgse hiphopscene genoemd.

## Biografie
Tiewai werd geboren in Genk en groeide op in Winterslag. Na eerdere samenwerkingen met onder andere Ricca en Baz bracht hij in 2012 zijn solodebuutalbum Ilawo uit bij Eigen Makelij. In 2014 volgde de ep Tabula rasa, waarmee hij op Pukkelpop en Crammerock stond. In 2019 bracht Tiewai in eigen beheer Winterslag miljonair uit. Hij tekende vervolgens een contract met Warner Music en bracht in 2020 het album Stickies & samples uit, met singles als Mentale grootverdieners en Minchia wa een tijd (met Zwangere Guy). Daarnaast is Tiewai sinds 2019 lid van het Limburgse hiphopcollectief Goeie Jongens, dat op Pukkelpop stond en in 2020 een gezamenlijk album uitbracht. Eind 2021 kondigde Tiewai een nieuw album aan dat in 2022 zal verschijnen, waarop hij samenwerkt met onder andere Stikstof en Sticks.

## Discografie
- Koejaantje (mini-album met Ricca, Matoh Beats en DJ Dissplay, 2008)
- Contrast (ep met Baz, 2008)
- Ilawo (album, 2012)
- Tabula rasa (ep, 2014)
- Winterslag miljonair (album, 2019)
- Stickies & samples (album, 2020)
- RxT (album met Ricca, 2021)